# Mademoiselle Mars
Pour les articles homonymes, voir Boutet et Mars.
Anne-Françoise-Hippolyte Boutet, dite Mademoiselle Mars, est une comédienne française, née le 9 février 1779 à Paris où elle est morte le 20 mars 1847.

## Les débuts
Mademoiselle Mars est la fille naturelle des comédiens Monvel et Jeanne-Marguerite Salvetat, dite Madame Mars, restée trois ans à la Comédie-Française après y avoir été reçue en 1778. Elle a pris ce nom car elle ne pouvait prendre celui de son père, qui avait manqué à ses promesses en n'épousant jamais Jeanne-Marguerite, et dont elle eut une demi-sœur prénommée Joséphine.
Elle reçut son éducation théâtrale du futur second époux de sa mère, un vieux comédien du Théâtre Montansier, Jean-Baptiste Lesquoy dit Valville, régisseur du Théâtre Louvois. Il la fit commencer très jeune dans des rôles d'enfant.
Mademoiselle Mars entre à la Comédie-Française par l'entremise de l'actrice Louise Contat en 1795. Elle y joue des rôles d'ingénues et d'amoureuses du théâtre français, principalement dans Molière, et elle est admise comme sociétaire en 1799.
En 1812, après le départ de Mlle Contat, elle trouve d'autres emplois, notamment celui de coquette (Célimène dans Le Misanthrope) ou de marquise dans les pièces de Marivaux.
Paris admire son talent, son charme et son jeu d'actrice. Napoléon lui accorde une entrevue dans un kiosque du jardin de Rambouillet, à la suite de quoi il la protégera et lui offrit un mobilier de chambre à coucher qui fut exposé en 1933 dans un décor d'A.Lion ; il illustra l'article Regards sur le passé de Jacques Boulenger (numéro de "L'Illustration" consacré aux intérieurs modernes du 27/05/1933 - arch. pers.).
Ces deux personnalités s'apprécièrent sincèrement. Pendant les Cent-Jours, elle porta sur scène des violettes, fleurs qui servaient de signe de ralliement aux partisans de l'Empereur .

## Après l'Empire
À la Restauration, Mlle Mars est victime d'une campagne menée à son encontre par les royalistes, qui ne lui pardonnent pas sa carrière sous l'Empire. Louis XVIII lui attribue en revanche une pension de 30 000 livres en récompense de son talent.
Mlle Mars prend le risque de jouer dans les premiers drames modernes et romantiques et réussit à s'adapter à ces rôles parfois difficiles.
Habitant à Paris dans un hôtel particulier de la rue de la Tour-des-Dames dans le quartier de la Nouvelle Athènes, elle fréquente en voisine l'atelier du peintre Ary Scheffer qui exécute son portrait, conservé aujourd'hui au musée de la vie romantique à Paris, avec son buste et un médaillon sculptés par David d'Angers.
Le 31 mars 1841, elle donne sa représentation d'adieux à la Comédie-Française dans le rôle de Silvia du Jeu de l'amour et du hasard.
Elle joue en bourse, perdant des sommes énormes, et prêtant beaucoup, mais sa fortune lui permettant de telles extravagances, elle efface les dettes de ses débiteurs avant de mourir en 1847.
Elle est inhumée à Paris au cimetière du Père-Lachaise (8e division),. Victor Hugo assiste à ses funérailles et raconte la foule immense piétinant les tombes voisines, les actrices du Théâtre-Français jetant sur le cercueil des bouquets de violettes, les prêtres se retirant pour ne pas assister aux éloges funèbres d'une comédienne.
Le portrait de cette comédienne a été réalisé par plusieurs peintres dont Charles Thévenin, François-Joseph Kinson et François Gérard ; le portrait effectué par ce dernier artiste a été reproduit par une gravure d'Étienne-Frédéric Lignon.

## Carrière à la Comédie-Française
Entrée en 1795
Nommée 210e sociétaire en 1799
Départ en 1841
Liste non exhaustive de ses rôles :
- 1799 : L'École des maris de Molière : Léonor
- 1799 : La Mère coupable de Beaumarchais : Florestine
- 1799 : Le Misanthrope de Molière : Eliante[13]
- 1799 : Les Statuaires d'Athènes d'Antoine-François Rigaud : Doris
- 1799 : Tartuffe de Molière : Mariane
- 1800 : Pinto ou la Journée d'une conspiration de Népomucène Lemercier : Flora
- 1800 : Le Mariage de Figaro de Beaumarchais : Fanchette
- 1800 : Le Barbier de Séville de Beaumarchais : Rosine
- 1800 : Les Calvinistes ou Villars à Nimes de Charles Pigault-Lebrun : Sophie
- 1802 : Le Mariage de Figaro de Beaumarchais : Chérubin
- 1802 : Juliette et Belcourt de Vincent Lombard de Langres : Juliette
- 1803 : Le Veuf amoureux de Jean-François Collin d'Harleville : Claire
- 1803 : Herman et Verner ou les Militaires d'Étienne Guillaume François de Favières : Lisbeth
- 1803 : La Dédaigneuse de Pierre-Jean Luret : Lucile
- 1803 : Siri-Brahé ou les Curieuses de Henry Joseph Thurind de Ryss : Diana Stolpa
- 1803 : La Boîte volée de Charles de Longchamps : Hermine
- 1804 : Guillaume le Conquérant d'Alexandre Duval : Elgive
- 1804 : La Leçon conjugale de Charles-Augustin Sewrin et René de Chazet : Laure
- 1805 : Le Tyran domestique d'Alexandre Duval : Eugénie
- 1805 : Auguste et Théodore d'Ernest de Manteufel : Auguste
- 1805 : Madame de Sévigné de Jean-Nicolas Bouilly : Marie
- 1806 : Les Français dans le Tyrol de Jean-Nicolas Bouilly : Amélie
- 1806 : Le Politique en défaut de Charles-Augustin Sewrin et René de Chazet : Caroline
- 1806 :  L'Avocat de François Roger d'après Carlo Goldoni : Cécile
- 1806 : La Jeunesse de Henri V d'Alexandre Duval : Betty
- 1806 : Omasis ou Joseph en Égypte de Pierre Baour-Lormian : Benjamin
- 1807 : Le Parleur contrarié de Launay-Vasary : Julie
- 1807 : Brueys et Palaprat de Charles-Guillaume Étienne : Mlle Beauval
- 1807 : Le Paravent d'Eugène de Planard : Léon
- 1808 : Plaute ou la Comédie latine de Népomucène Lemercier : Zélie
- 1808 : L'Assemblée de famille de François-Louis Riboutté : Angélique
- 1808 : La Suite du Menteur de Pierre Corneille : Mélisse
- 1808 : Louise ou la Réconciliation de Julie Candeille : Louise
- 1809 : L'École des mères de Marivaux : Angélique
- 1809 : Le Chevalier d'industrie d'Alexandre Duval : Adèle
- 1809 : Le Secret du ménage d'Augustin Creuzé de Lesser : Mme Dorbeuil
- 1810 : La Mère confidente de Marivaux : Angélique
- 1810 : Le Prisonnier en voyage de A. J. de Launay-Vasary : Adèle
- 1810 : Le Mariage de Figaro de Beaumarchais : Suzanne
- 1810 : Le Vieux fat ou les Deux vieillards de François Andrieux : Constance
- 1810 : Les Deux gendres de Charles-Guillaume Étienne : Amélie
- 1811 : Les Jeunes Amis de François-Joseph Souque : Blanche
- 1811 : L'Heureuse gageure de Marc-Antoine-Madeleine Désaugiers : Louise
- 1811 : La Manie de l'indépendance d'Augustin Creuzé de Lesser : Julie
- 1811 : Les Pères créanciers d'Eugène de Planard : Rosette
- 1811 : L'Auteur et le critique de Louis-Claude Chéron de La Bruyère : Émilie
- 1812 : Le Ministre anglais de François-Louis Riboutté : Jenny
- 1812 : Le Misanthrope de Molière : Célimène
- 1812 : Mascarille ou la Sœur supposée de Charles Maurice d'après Jean de Rotrou : Émilie
- 1812 : Tartuffe de Molière : Elmire
- 1812 : La Lecture de Clarisse de François Roger : Eugénie
- 1812 : L'Indécis d'Alexis de Charbonnières : Dorimène
- 1812 : Le Bourgeois gentilhomme de Molière : Lucile[13]
- 1813 : L'Avis aux mères ou les Deux fêtes d'Emmanuel Dupaty : Julie
- 1813 : L'Intrigante ou l'École des familles de Charles-Guillaume Étienne : Julie
- 1813 : La Suite d'un bal masqué d'Alexandrine-Sophie de Bawr : Mme Belmont
- 1813 : La Nièce supposée d'Eugène de Planard : Eugénie
- 1814 : Édouard en Écosse d'Alexandre Duval : Lady Athol
- 1814 : La Rançon de Du Guesclin d'Antoine-Vincent Arnault : Constance
- 1814 : L'Hôtel garni ou la Leçon particulière de Marc-Antoine-Madeleine Désaugiers et Michel-Joseph Gentil de Chavagnac : Jenny
- 1815 : Un retour de jeunesse de Louis-François-Hilarion Audibert : Mme de Melval
- 1815 : La Méprise d'Alexandrine-Sophie de Bawr : Constance
- 1816 : Arthur de Bretagne d'Étienne Aignan : Arthur
- 1816 : Henri IV et Mayenne de Rancé et Thauélon de Lambert : Mme Thibault
- 1816 : La Comédienne de François Andrieux : Mme Belval
- 1816 : Les Deux seigneurs d'Eugène de Planard et César de Proisy d'Eppe : Suzette
- 1817 : Le Faux Bonhomme de Népomucène Lemercier : Mme de La Herte
- 1817 : La Manie des grandeurs d'Alexandre Duval : la comtesse
- 1818 : La Réconciliation par ruse de François-Louis Riboutté : Mme de Valcour
- 1818 : L'Ami Clermont de Benoît-Joseph Marsollier des Vivetières : Mathilde
- 1818 : Partie et revanche de Rancé : Mme de Saint-Brice
- 1818 : Le Rêve du mari de François Andrieux : Émilie
- 1818 : La Fille d'honneur d'Alexandre Duval : Emma
- 1819 : Les Femmes politiques d'Étienne Gosse : Annette
- 1819 : Le Marquis de Pomenars de Sophie Gay : Mme d'Angerval
- 1820 : L'Amour et le procès de Charles Gaugiran-Nanteuil : Eugénie
- 1821 : Le Faux bonhomme d'Alexandre Duval : Mme Franville
- 1821 : L'Heureuse rencontre d'Eugène de Planard : Mme de Forlis
- 1821 : La Jeune femme colère de Charles-Guillaume Étienne : Rose Volmar
- 1822 : Le Ménage de Molière de Justin Gensoul et J. A. N. Naudet : Mlle Molière
- 1822 : Une aventure du chevalier de Grammont de Sophie Gay : la marquise de Sénante
- 1822 : L'Amour et l'ambition de François-Louis Riboutté : Amélie
- 1822 : Valérie d'Eugène Scribe et Mélesville : Valérie
- 1823 : Le Laboureur de Théaulon de Lambert, Achille Dartois et Rancé : Florette
- 1823 : L'École des vieillards de Casimir Delavigne : Mme Danville
- 1823 : La Route de Bordeaux de Marc-Antoine Désaugiers, Michel-Joseph Gentil de Chavagnac et Gersain : la comtesse
- 1824 : Marie ou la Pauvre fille de Sophie Gay : Marie
- 1825 : La Correspondance d'Alexandrine-Sophie de Bawr : la comtesse d'Orcy
- 1825 : Le Cid d'Andalousie de Pierre-Antoine Lebrun : Estrelle
- 1825 : L'Héritage d'Édouard Mennechet : Sophie
- 1825 : Le Béarnais de Ramond de la Croisette, Fulgence de Bury et Paul Ledoux : Juliette
- 1825 : La Princesse des Ursins d'Alexandre Duval : la princesse
- 1826 : L'Intrigue et l'amour d'Alexandre-Jean-Joseph de La Ville de Mirmont d'après Friedrich von Schiller : Louise
- 1826 : Une aventure de Charles V de Jean-Baptiste-Pierre Lafitte : Rose
- 1826 : Le Tasse d'Alexandre Duval : Éléonore
- 1827 : Lambert Simnel ou le Mannequin politique de Louis-Benoît Picard et Adolphe Simonis Empis : la duchesse
- 1827 : Emilia d'Alexandre Soumet : Emilia
- 1827 : Le Mariage d'argent d'Eugène Scribe : Mme de Brienne
- 1828 : Molière de François Dercy : Anaïs
- 1828 : Chacun de son côté d'Édouard-Joseph-Ennemond Mazères : Mme de Vallière
- 1828 : La Princesse Aurélie de Casimir Delavigne : la princesse Aurélie
- 1828 : La Duchesse et le page d'Antony Béraud : la duchesse
- 1828 : L'Espion de Jacques-François Ancelot et Édouard-Joseph-Ennemond Mazères d'après James Fenimore Cooper : Frances
- 1829 : Henri III et sa cour d'Alexandre Dumas : la duchesse de Guise
- 1829 : Les Femmes savantes de Molière : Henriette[14]
- 1829 : Othello ou le Maure de Venise d'Alfred de Vigny d'après William Shakespeare : Desdémone
- 1829 : Les Inconsolables d'Eugène Scribe : Mme de Blangy
- 1830 : Hernani de Victor Hugo : Doña Sol
- 1830 : La Dame et la demoiselle d'Adolphe Simonis Empis et Édouard-Joseph-Ennemond Mazères : Pauline
- 1832 : Le Mari de la veuve d'Alexandre Dumas, Henri-Simon Durieu et Anicet Bourgeois : Mme de Longpré
- 1832 : Clotilde de Frédéric Soulié et Adolphe Bossange : Clotilde
- 1832 : Henriette et Raymond ou l'Artisan jaloux de Chaumont : Henriette
- 1833 : Clarisse Harlowe d'après Samuel Richardson : Clarisse Harlowe
- 1833 : Les Enfants d'Édouard de Casimir Delavigne : la reine Élisabeth
- 1834 : La Passion secrète d'Eugène Scribe : Dulistel
- 1834 : Une aventure sous Charles IX de Frédéric Soulié et Edmond Badon : Mme de Sauves
- 1834 : Heureuse comme une princesse de Jacques-François Ancelot et Anatole Laborie : la duchesse de Bourgogne
- 1835 : Charlotte Brown d'Alexandrine-Sophie de Bawr : la comtesse
- 1835 : Angelo, tyran de Padoue de Victor Hugo : la Thisbé
- 1836 : Un procès criminel de Joseph-Bernard Rosier : Clara
- 1836 : Marie de Virginie Ancelot : Marie
- 1837 : La Vieillesse d'un grand roi de Joseph-Philippe-Simon Lockroy et Auguste Arnould : Mlle de Lachausseraie
- 1837 : Claire ou la Préférence d'une mère de Joseph-Bernard Rosier : Claire
- 1837 : Le Château de ma nièce de Virginie Ancelot : la Présidente
- 1838 : Une Saint-Hubert d'Alexandre de Longpré : la marquise
- 1838 : Louise de Lignerolles de Prosper-Parfait Dinaux et Ernest Legouvé : Louise
- 1838 : La Popularité de Casimir Delavigne : Lady Strafford
- 1839 : Mademoiselle de Belle-Isle d'Alexandre Dumas : Mlle de Belle-Isle
- 1841 : Le Jeu de l'amour et du hasard de Marivaux : Silvia
- Les Fausses Confidences de Marivaux : Araminte
- Les Femmes savantes de Molière : Philaminte

## Galerie

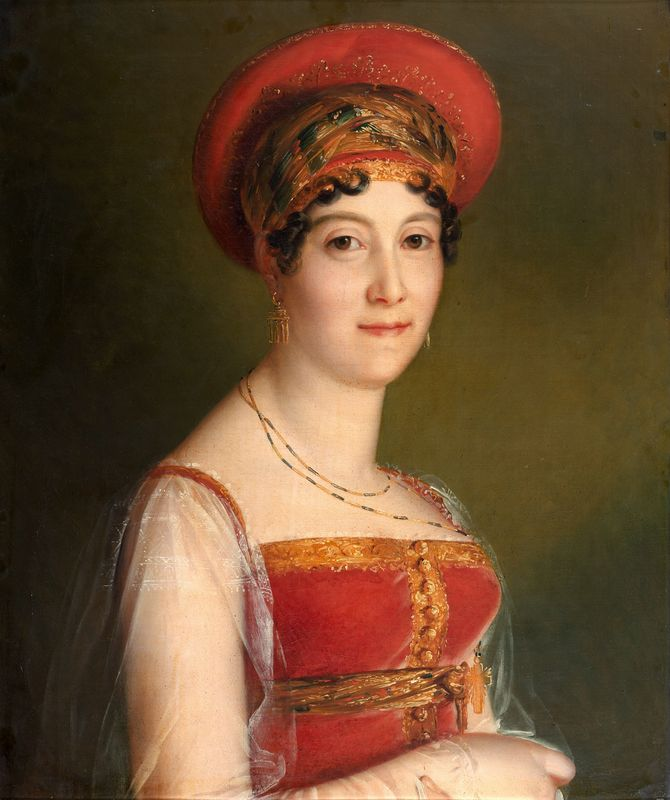
Mademoiselle Mars en costume moscovite, 1814, par François Gérard.
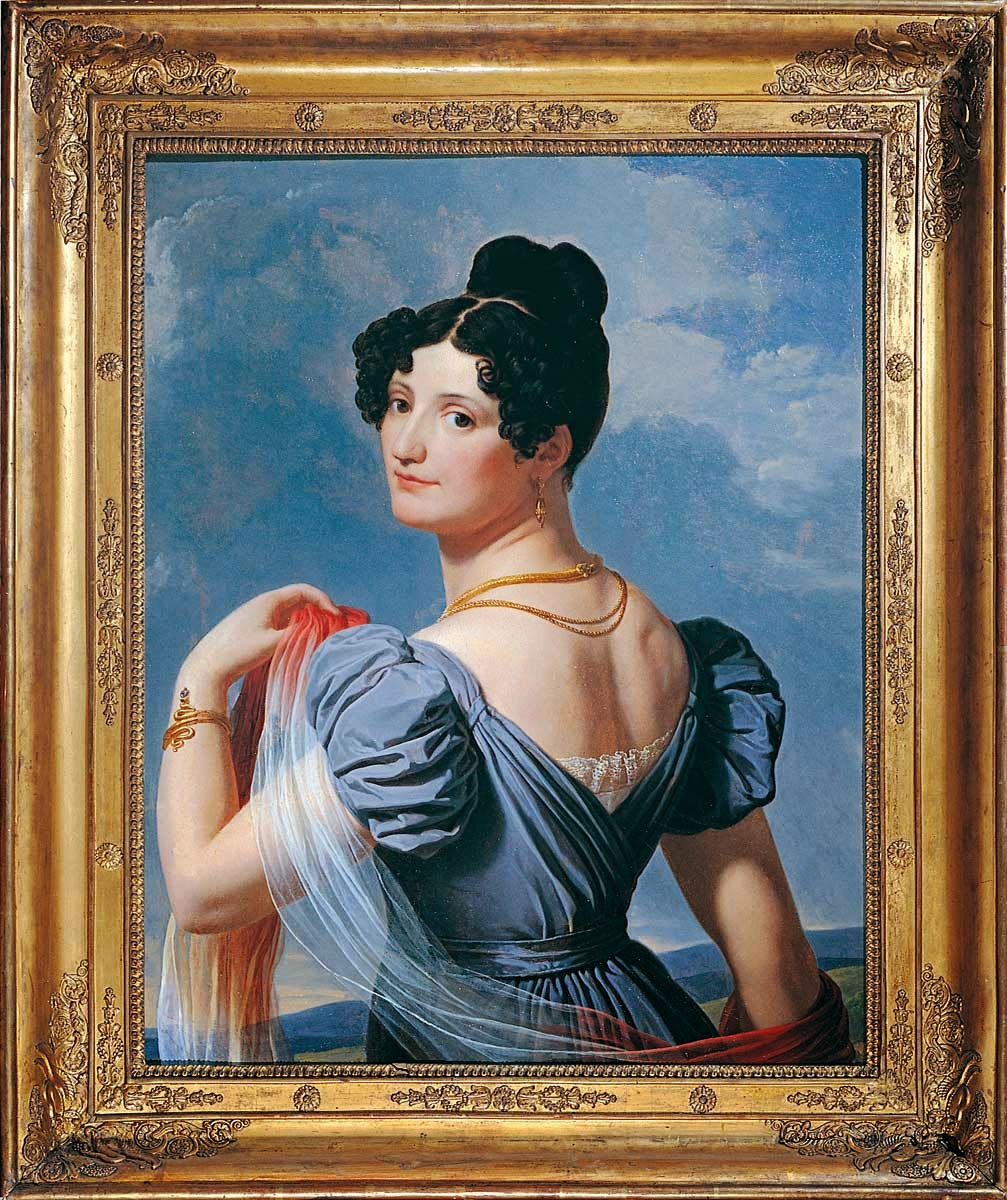
Portrait de 1821 de Mademoiselle Mars par Charles Thévenin.
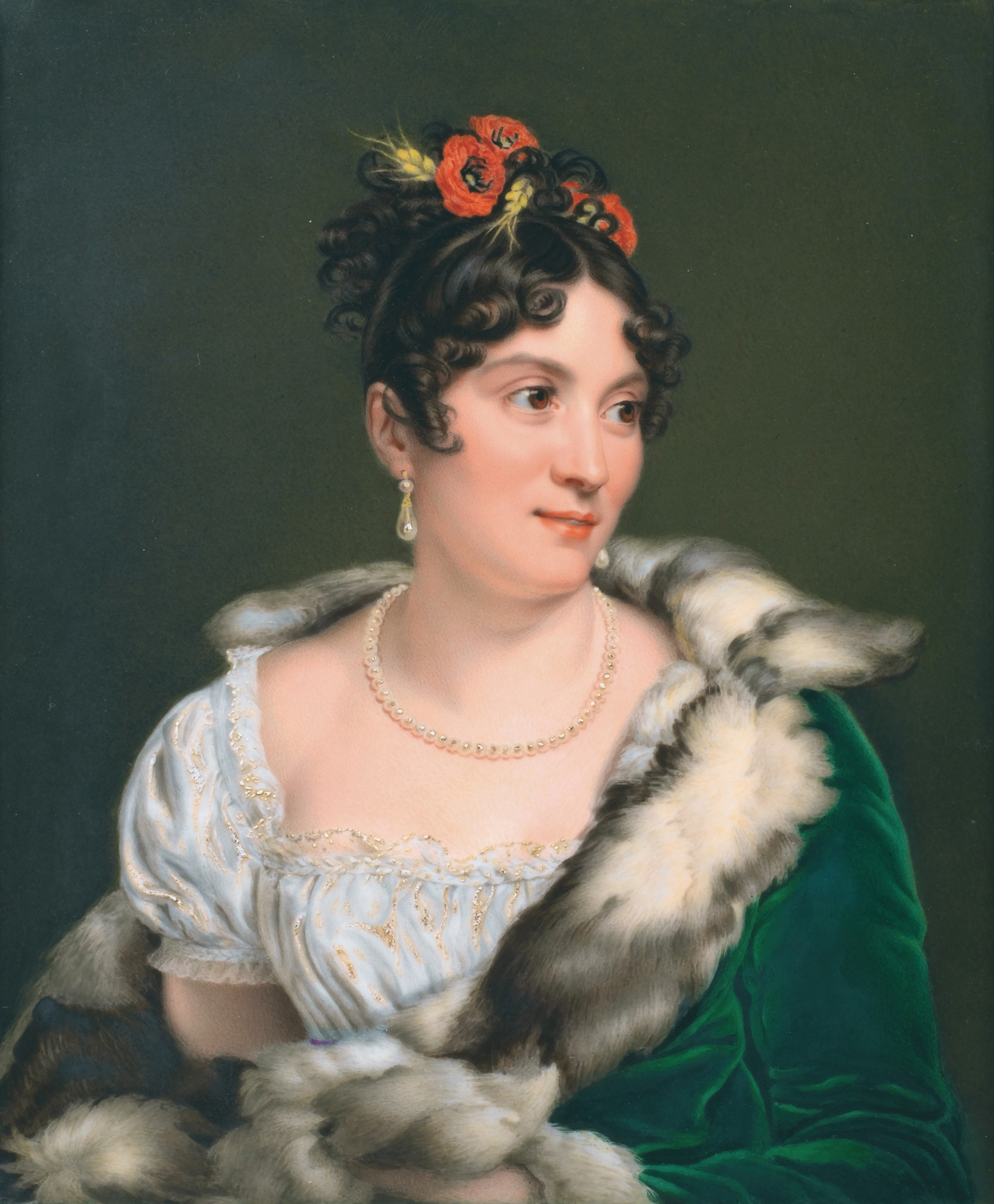
Mademoiselle Mars (1823), par Aimée Perlet, d'après un tableau de Gérard, localisation inconnue.
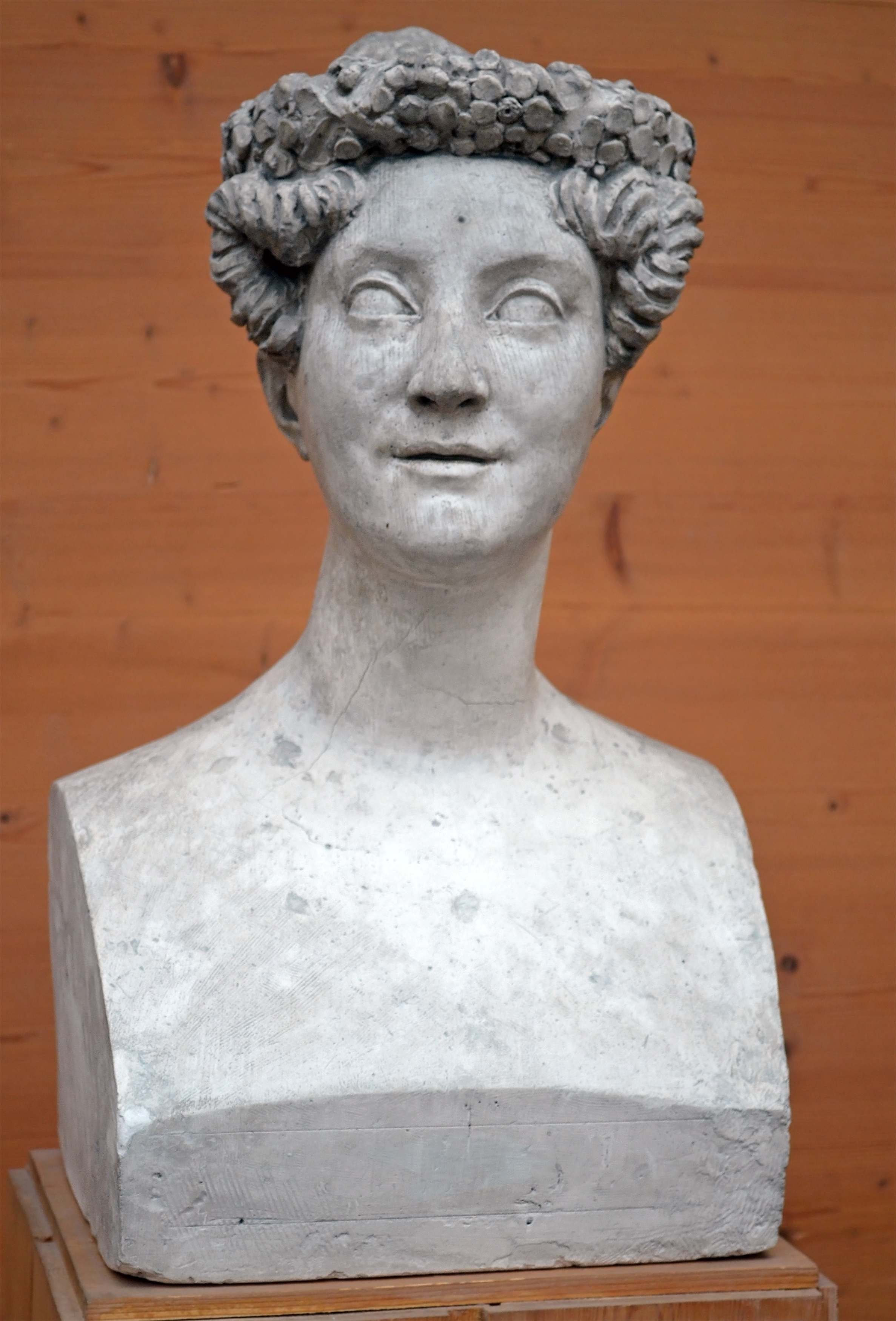
David d'Angers, Mademoiselle Mars (1825), plâtre, Angers, galerie David d'Angers.
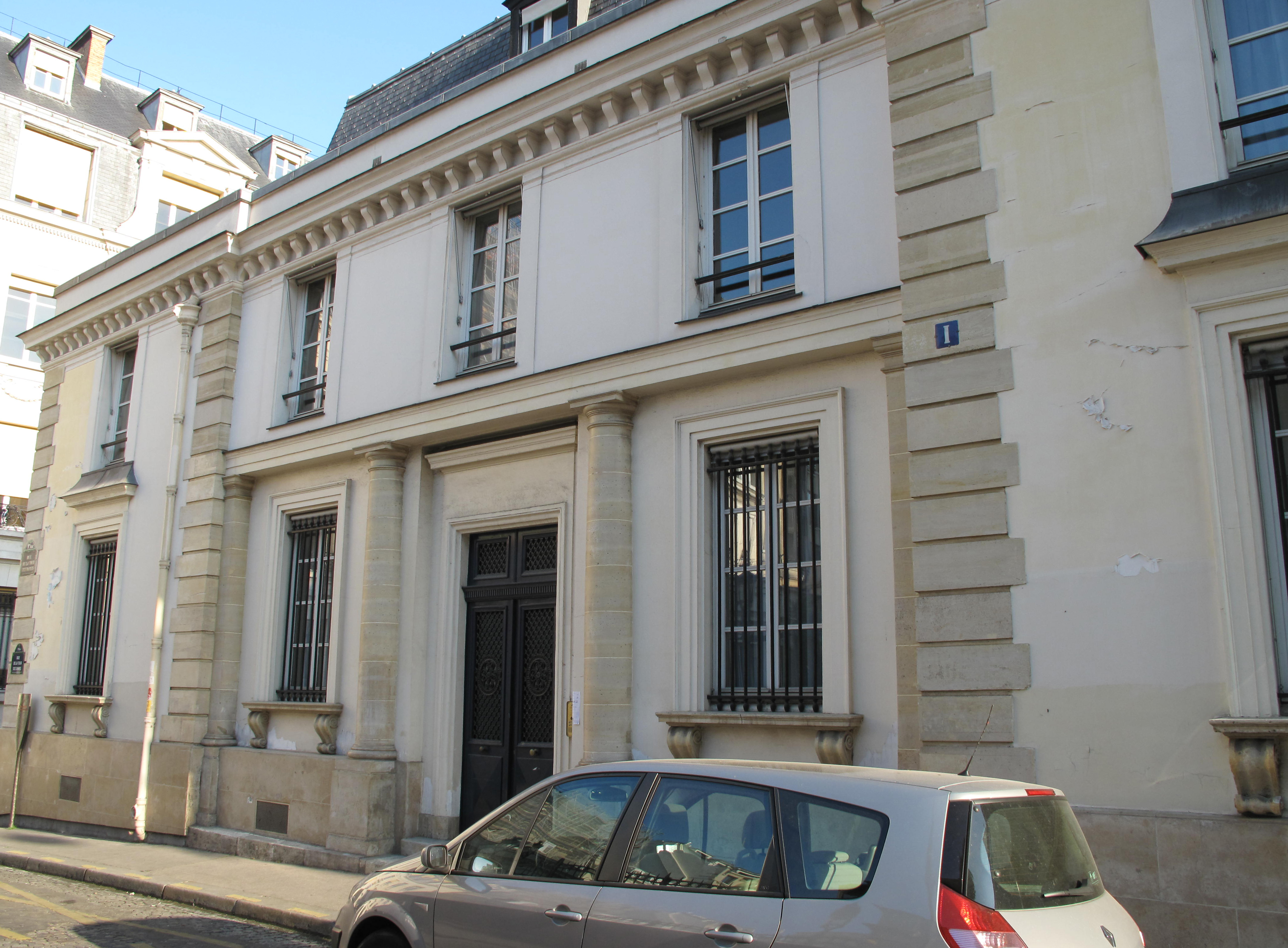
L'hôtel de Mademoiselle Mars, rue de la Tour-des-Dames à Paris.
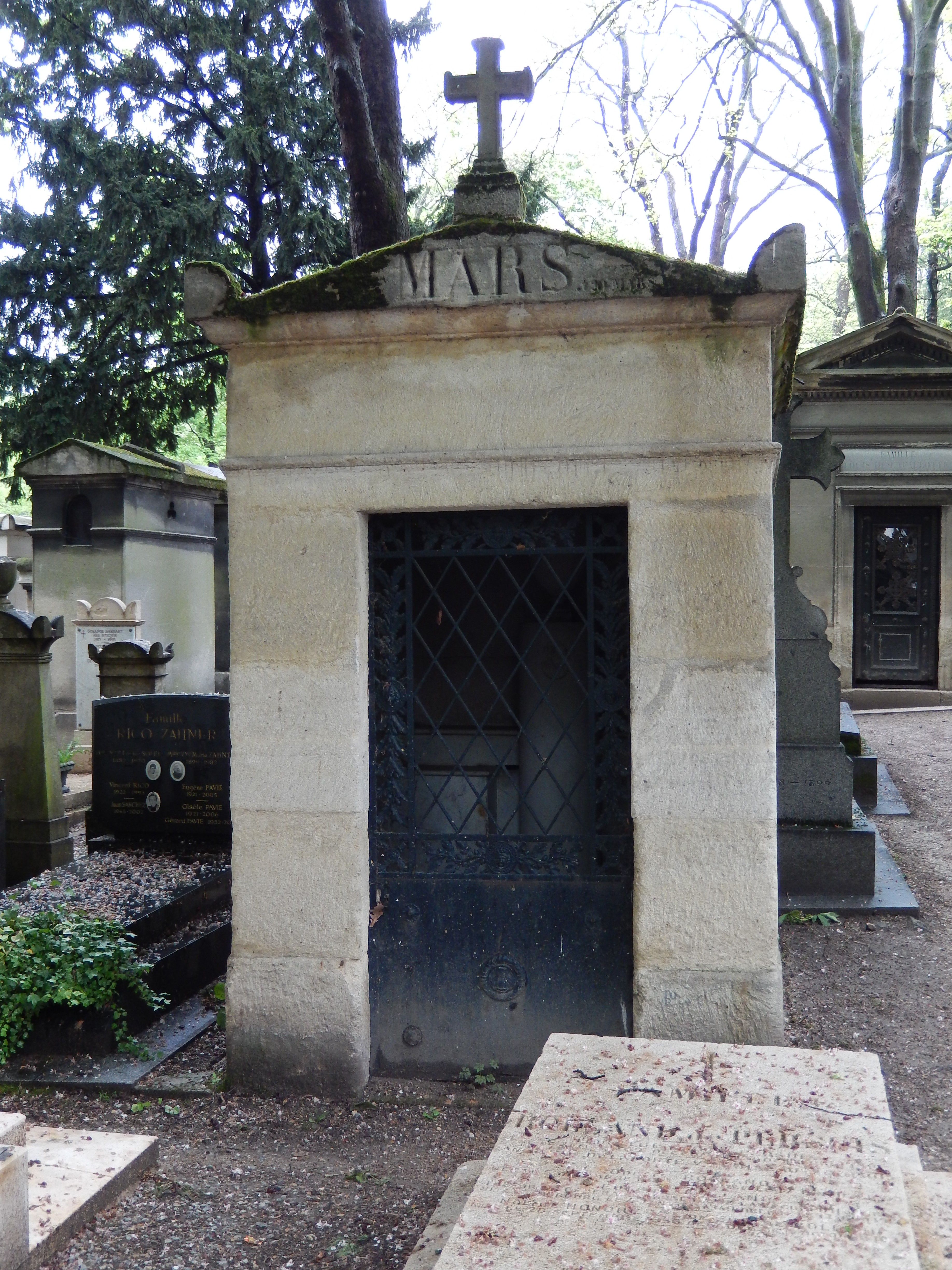
Tombe au cimetière du Père-Lachaise à Paris.

## Publications
- Mémoires de Mademoiselle Mars (de la Comédie-Française), Gabriel, Roux et Cassanet, Editeurs, 1849[15]